# Phalangère à fleurs de Lis
Anthericum liliago
Espèce
Classification APG III (2009)
Statut de conservation UICN

 LC  : Préoccupation mineure
La Phalangère à fleurs de lis (Anthericum liliago) est une espèce de plantes à fleurs de la famille des Liliaceae dans la classification classique et de la famille des Asparagaceae dans la classification phylogénétique.

## Description
C'est une plante herbacée. Les fleurs sont blanches, à 6 tépales.

## Caractéristiques

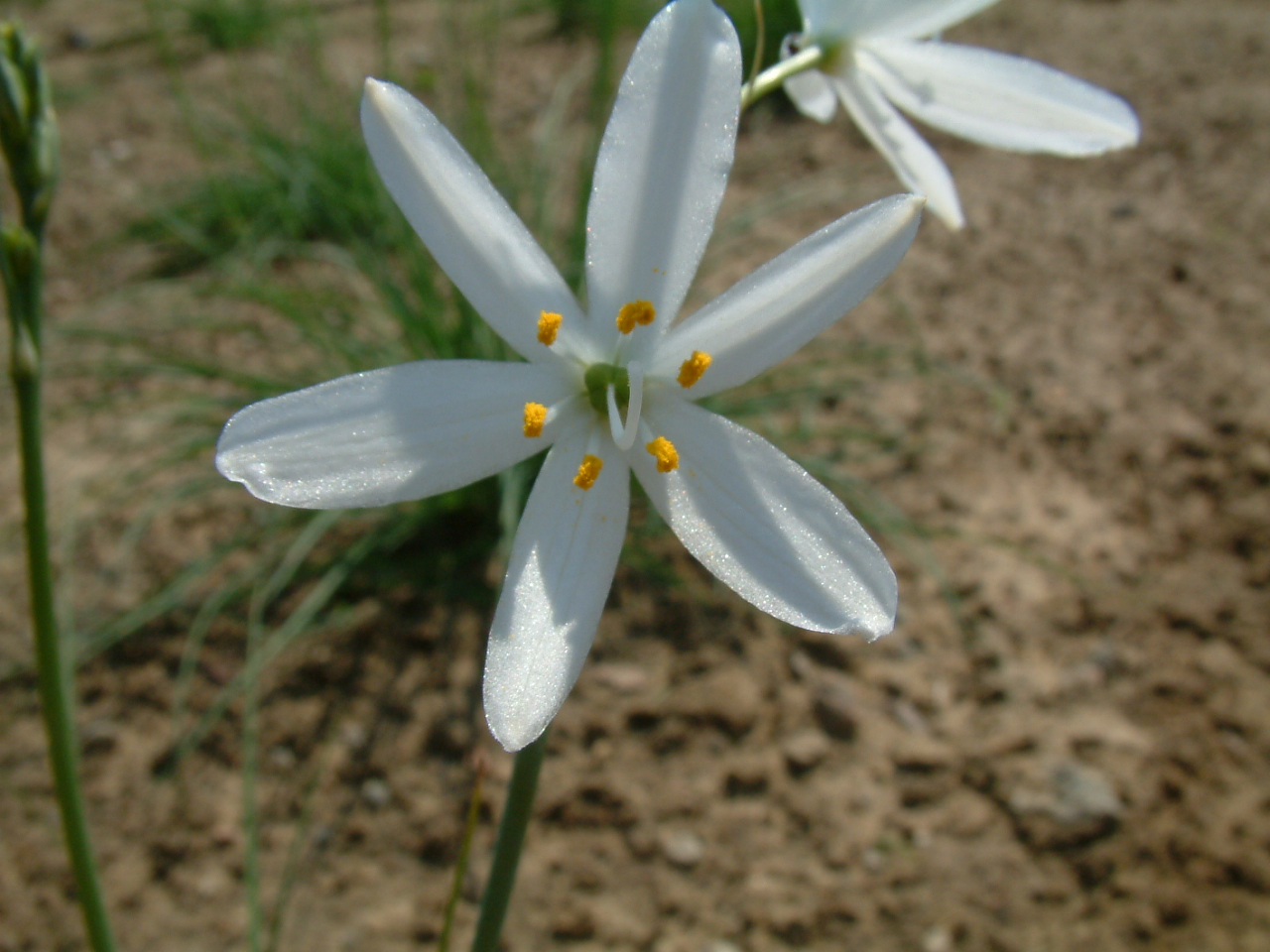
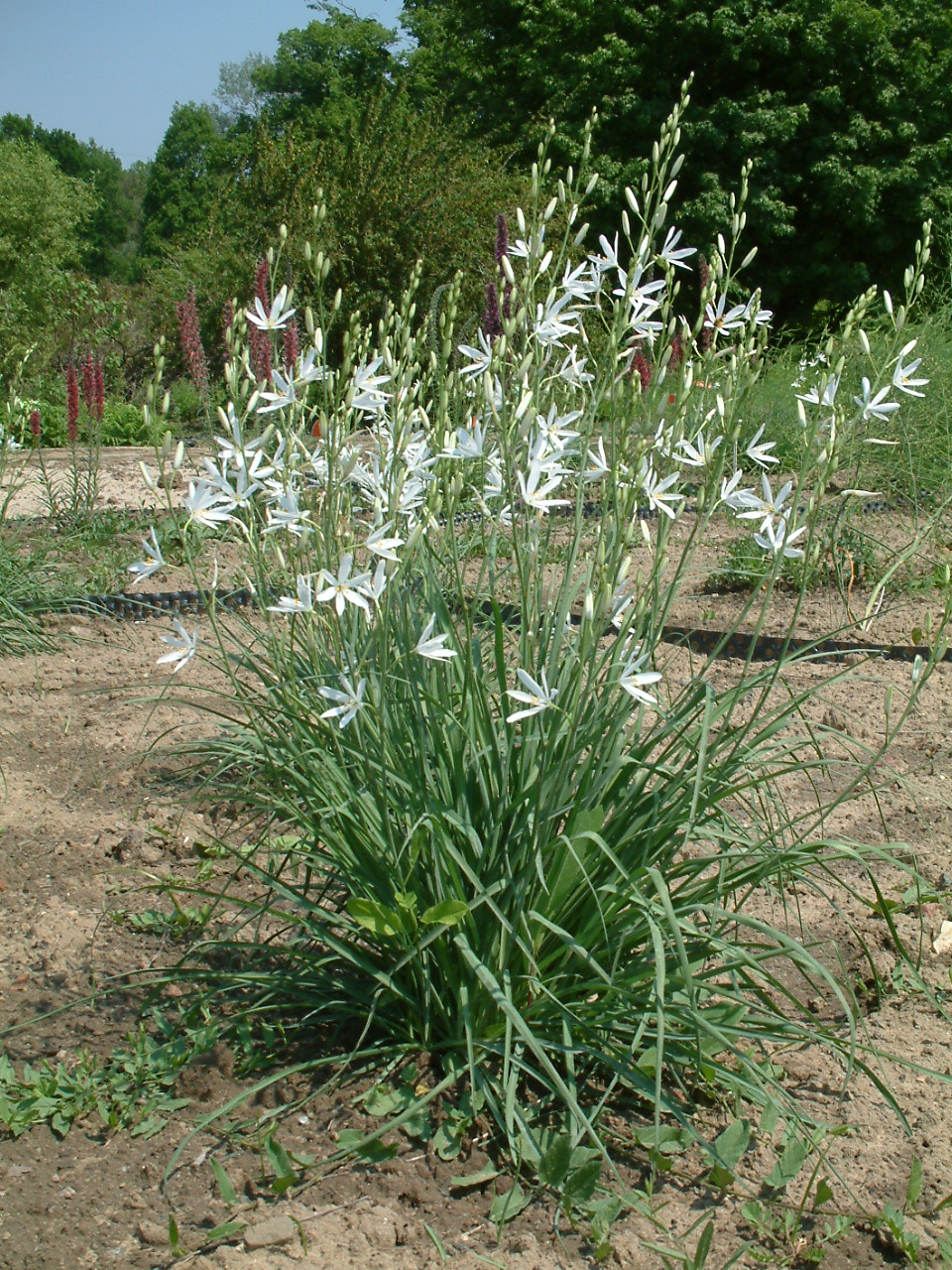
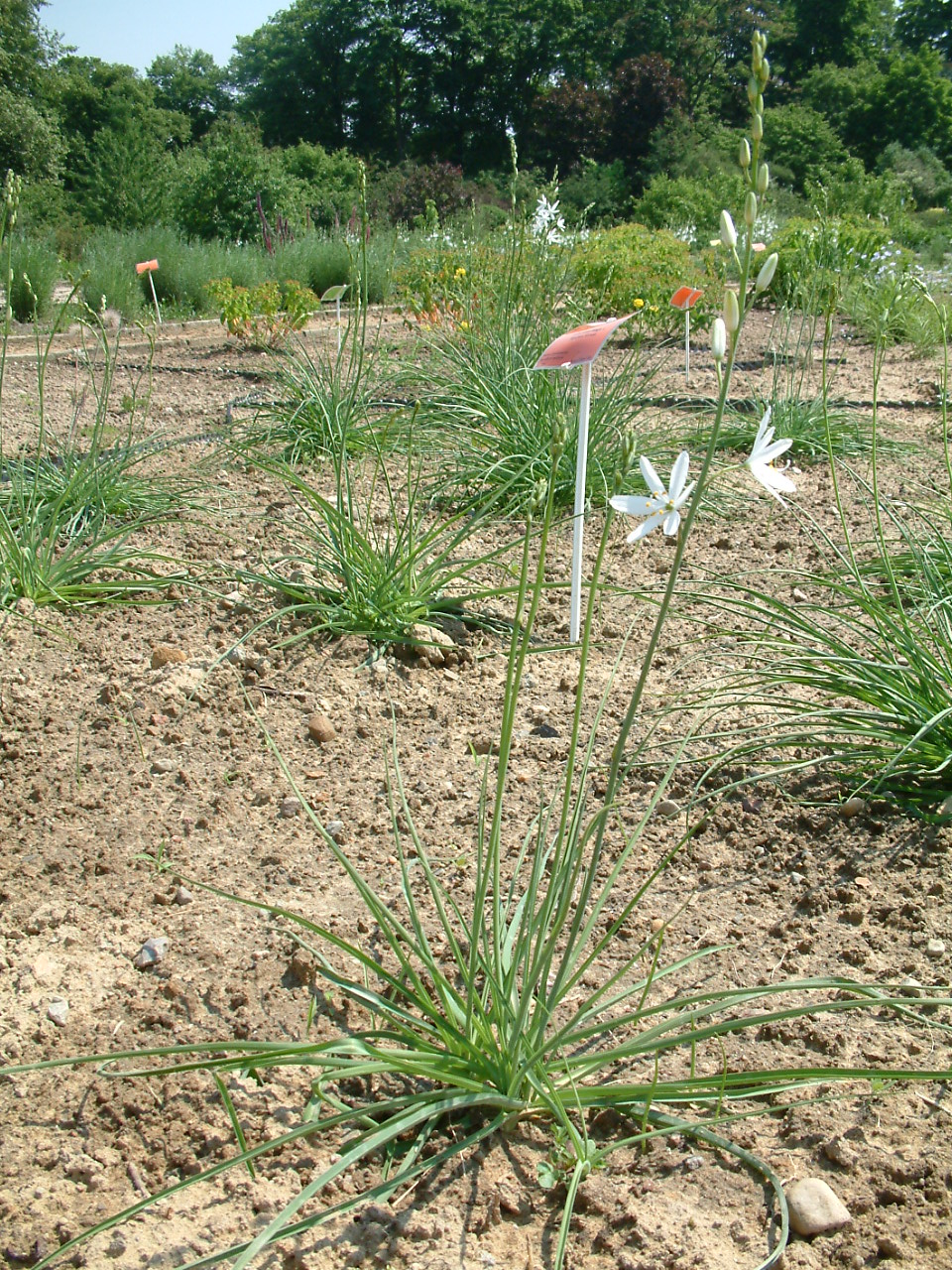
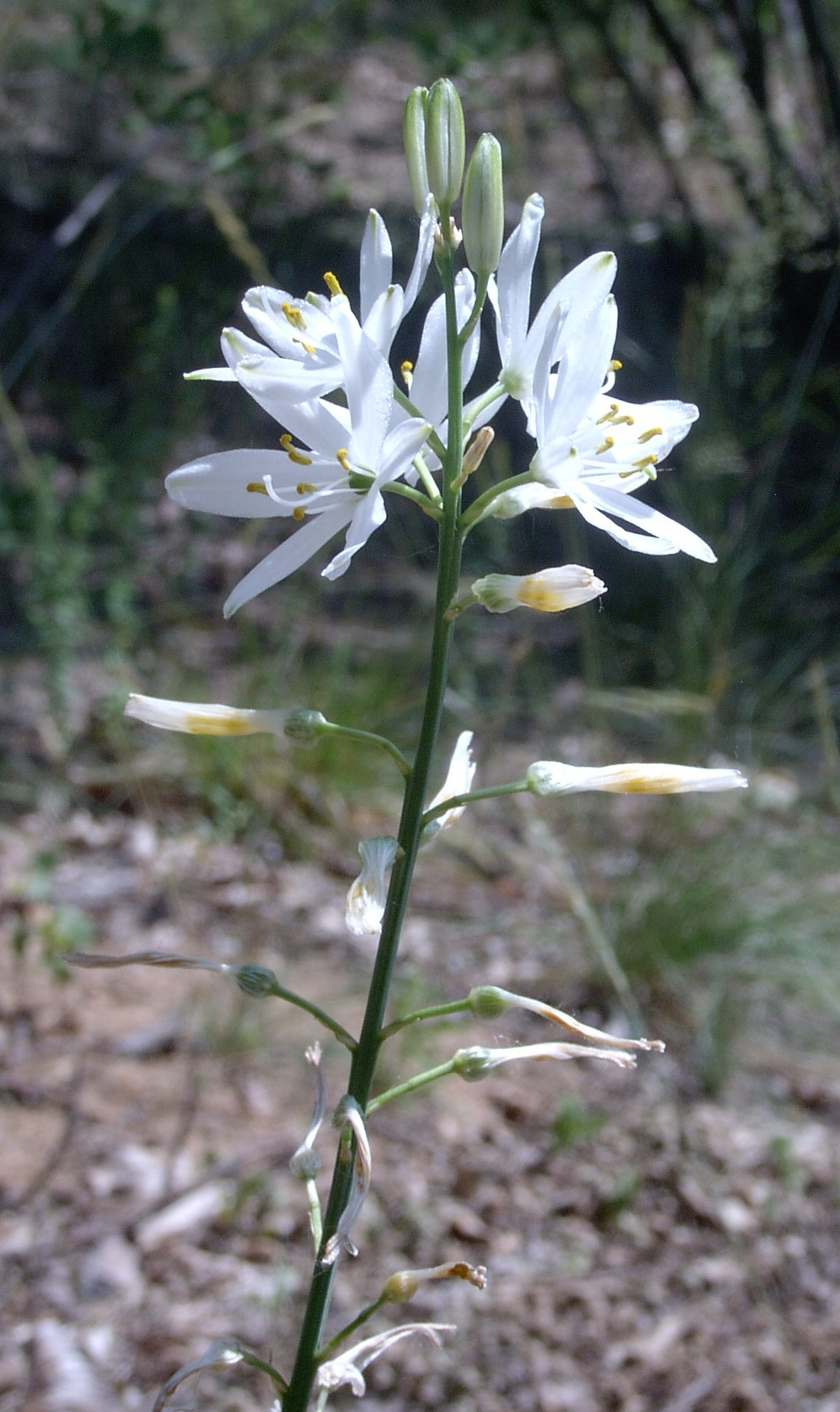
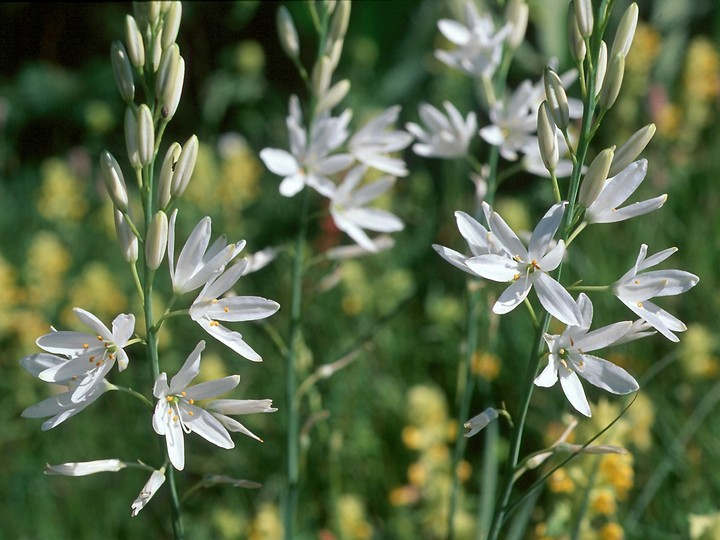

- Organes reproducteurs
  - Période de floraison : juin-août
  - Inflorescence : racème simple
  - Sexualité : hermaphrodite
  - Ordre de maturation : bas vers haut
  - Pollinisation : entomogame
- Graine
  - Fruit : capsule
  - Dissémination : barochore
- Habitat et répartition
  - Habitat type : prés salés vasicoles de haut niveau topographique, schorre moyen, méditerranéens
  - Aire de répartition : méditerranéen(eury)-atlantique(eury)

D'après Julve, Ph., 1998 ff. - Baseflor. Index botanique, écologique et chorologique de la flore de France. Version : 23 avril 2004

## Protection
En France, l'espèce est protégée dans le Centre, en Champagne-Ardenne, en Île de France, en Limousin, en Midi-Pyrénées et en Pays de la Loire.
- Liste des espèces végétales protégées dans le Centre
- Liste des espèces végétales protégées en Champagne-Ardenne
- Liste des espèces végétales protégées en Île-de-France
- Liste des espèces végétales protégées en Limousin
- Liste des espèces végétales protégées en Midi-Pyrénées
- Liste des espèces végétales protégées en Pays de la Loire

En Belgique, l'espèce est légalement protégée.